# Parasiccia fuscipennis
Parasiccia fuscipennis är en fjärilsart som beskrevs av George Francis Hampson 1914. Parasiccia fuscipennis ingår i släktet Parasiccia och familjen björnspinnare. Inga underarter finns listade i Catalogue of Life.